# Szerdahelyi Adolf
Szerdahelyi Adolf (Nagyvárad, 1841. január 30. – Budapest, 1919. november 24.) polgári iskolai tanár.

## Élete
Szerdahelyi Imre közbirtokos és Szentgály Erzsébet fia. A gimnáziumot szülővárosában elvégezve szüleivel Pozsonyba költözött, és ott a reáliskolában tanult. Zongorázással és festészettel is foglalkozott. 1860-ban Bécsbe ment a technikára. Apjának váratlan halála megakadályozta tanulásának folytatásában és nevelő lett; 1864-ben azonban Bécsbe és Münchenbe ment. Majd ismét nevelői állást vállalt a báró Wesselényi családnál, ahol négy évet töltött. 1870-től a budapesti, müncheni és rövid ideig a berlini egyetemet látogatta. Miután letette a polgáriskolai tanítóképző vizsgálatot, 1871. május 25-től 1880. augusztus végéig az országos óvóképző-intézet igazgatója és a Kisdednevelők Országos Egyletének titkára is volt; később polgáriskolai tanár Siklóson.
A Népnevelők Lapjában a Kisdednevelés c. rovatot vezette, és 1870-75 között a Kisdednevelés melléklapjába, a Gyermekbarátba írt. 1877-ben és 1878 elején szerkesztette a Kisdednevelést. 

## Munkái
- Egy magyar francz-tireur szivtörténete. Nagyvárad, 1871
- Nemzeti kisdednevelésünk reformja. Budapest, 1874
- Anyagi és szellemi fölvirágzásunk módjai. Budapest, 1874
- A kisdednevelés és módszertan kézikönyve. Az országos kisdedóvó-egyesület által 50 arany pályadíjjal jutalmazott mű. Budapest, 1883. 21 táblával (2-dik, az Orsz. Kisdedóvó Egyesület és a Kisdednevelők Országos Egylete által három nagy díjjal jutalmazott új kiadás. Budapest, 1892)
- A phonetika szerepe a magyar nyelvben s a da-de képző jogosultsága. Pécs, 1884
- Férfi sorsa nő, vagy Széchenyi és Kossuth. Nagy nemzeti színmű 5 felvonásban... Budapest, 1891
- Ottilia. Modern társadalmi dráma három felvonásban. Budapest, 1899